# Hawa (film français, 2022)
Pour les articles homonymes, voir Hawa (homonymie).
Pour plus de détails, voir Fiche technique et Distribution.
Hawa est un film franco-sénégalais réalisé par Maïmouna Doucouré, sorti en 2022.

## Synopsis
Hawa vit seule avec sa grand-mère que la maladie ne va pas tarder à emporter. Alors que Michelle Obama visite Paris, Hawa décide de tout faire pour la voir en espérant être adoptée.

## Fiche technique
- Titre : Hawa
- Réalisation : Maïmouna Doucouré
- Scénario : Alain-Michel Blanc, Maïmouna Doucouré et Zangro
- Musique : Erwann Chandon et Nicolas Nocchi
- Photographie : Antoine Sanier
- Montage : Nicolas Desmaison
- Production : Zangro
- Société de production : Bien ou bien Productions
- Pays :  France et  Sénégal
- Genre : Comédie dramatique
- Durée : 104 minutes
- Dates de sortie : 
  - Prime Video : 9 décembre 2022

## Distribution
- Sania Halifa : Hawa
- Oumou Sangaré : Maminata Diawara
- Yseult : elle-même
- Thomas Pesquet : lui-même
- Titouan Gerbier : Erwan
- Jérôme Pouly : Jackie
- Mister V : lui-même
- Lola Zidi-Rénier : Déborah
- Hakim Faris : Sam
- Anitha Rangadamalou : Mme Ravi
- Mathieu Aroquiassamy : M. Ravi

## Accueil
Le film a reçu un accueil positif de la presse française et obtient un score moyen de 3,2/5 sur Allociné sur 10 critiques.

## Distinctions
Le film a été présenté en sélection officielle en compétition au Festival international du film de Calgary.